# Babati
Babati (auch genannt Babati Town) ist eine Stadt in Tansania, Verwaltungssitz der beiden Distrikte Babati und Babati (TC) und Hauptstadt der Region Manyara.

## Geographie
Die Stadt hat 67.445 Einwohner (Stand 2022) und liegt rund 170 Kilometer südlich der Stadt Arusha, am Nordufer des Babatisees. Der Hanang, der vierthöchste Berg Tansanias, steht 25 Kilometer südwestlich der Stadt.
Babati liegt auf 1350 Meter Seehöhe. Das Klima ist warm und gemäßigt, Cwb nach der effektiven Klimaklassifikation. Außerhalb der Trockenzeit von Juni bis September regnet es rund 100 Millimeter im Monat mit einer Spitze in den Monaten März/April. Die Durchschnittstemperatur beträgt 20,2 Grad Celsius.

## Geschichte
Angeblich beruht der Name auf einem Missverständnis. Als ein Europäer einen Jungen nach dem Namen des Dorfes fragte, verstand der Bub die Frage nicht. Er meinte, der Fremde hätte ihn nach seinem Vater gefragt. Er zeigte auf einen der Männer und antwortete „Baba ti“, was „mein Vater“ heißt.

## Wirtschaft und Infrastruktur
Die wichtigsten wirtschaftlichen Tätigkeiten sind Landwirtschaft und Handel.
- Landwirtschaft: Von der arbeitenden Bevölkerung war mehr als die Hälfte in der eigenen Landwirtschaft tätig, etwa ein Fünftel anderweitig selbständig und 15 Prozent waren angestellt (Stand 2012).[6]
- Straßen: Babati liegt am Knotenpunkt der Nationalstraße T5 von Dodoma im Süden nach Arusha im Norden mit der Nationalstraße T14 nach Singida im Westen.[7][8]

## Sonstiges
Babati ist Sitz der Tansanischen Lehrergewerkschaft (Tanzanian Teachers Union).

## Persönlichkeiten
- Fabiano Joseph Naasi (* 1985), Langstreckenläufer